# Football Club Féminin Juvisy Essonne 2014-2015
Questa voce raccoglie le informazioni riguardanti la squadra femminile del Football Club Féminin Juvisy Essonne nelle competizioni ufficiali della stagione 2014-2015.

## Divise e sponsor
Benché vi sia stata da parte della società la decisione di cambiare partner tecnico, lasciando Duarig per Nike, la grafica delle tenute da gioco rimangono invariate rispetto alla stagione precedente, mantenendo i colori classici del club, bianco per la maglia casalinga e nero per quella da trasferta, dove compare lo sponsor Carrefour e il nuovo logo ispirato a quello della Juventus. Nuovi anche i colori dei portieri che abbinano i colori rosso e blu.
| Casa | Trasferta |

## Organigramma societario
Area tecnica
- Allenatore: Pascal Gouzenes
- Vice allenatore:
- Preparatore dei portieri:
- Medico sociale:
- Fisioterapisti:

## Rosa
Rosa, ruoli e numeri di maglia tratti dal sito footofeminin.fr.
| N. |                    | Ruolo | Calciatrice       |
| -- | ------------------ | ----- | ----------------- |
| 1  | Francia (bandiera) | P     | Céline Deville    |
| 2  | Francia (bandiera) | D     | Nelly Guilbert    |
| 3  | Francia (bandiera) | D     | Gwenaëlle Butel   |
| 4  | Francia (bandiera) | D     | Aïssatou Tounkara |
| 5  | Francia (bandiera) | C     | Aude Moreau       |
| 7  | Francia (bandiera) | A     | Sandrine Brétigny |
| 8  | Francia (bandiera) | C     | Inès Jaurena      |
| 9  | Francia (bandiera) | A     | Lilas Traïkia     |
| 10 | Francia (bandiera) | C     | Anaïg Butel       |
| 11 | Francia (bandiera) | A     | Julie Machart     |
| 14 | Francia (bandiera) | A     | Kadidiatou Diani  |
| 14 | Francia (bandiera) | D     | Léna Jouan        |
| 15 | Francia (bandiera) | C     | Nadia Benmokhtar  |

| N. |                    | Ruolo | Calciatrice                  |
| -- | ------------------ | ----- | ---------------------------- |
| 17 | Francia (bandiera) | A     | Gaëtane Thiney (capitano)    |
| 18 | Francia (bandiera) | C     | Marine Coudon                |
| 19 | Francia (bandiera) | D     | Théa Greboval                |
| 20 | Francia (bandiera) | C     | Laurie Teinturier            |
| 21 | Francia (bandiera) | C     | Amélie Coquet                |
| 22 | Belgio (bandiera)  | A     | Janice Cayman                |
| 23 | Francia (bandiera) | D     | Sandrine Dusang              |
| 27 | Francia (bandiera) | D     | Julie Soyer                  |
| 28 | Francia (bandiera) | C     | Camille Catala               |
| 30 | Francia (bandiera) | P     | Héloïse Ralambosoa Ratsarari |
| 33 | Russia (bandiera)  | P     | Olesya Arsenyeva             |
|    | Francia (bandiera) | D     | Laure Lepailleur             |
|    | Francia (bandiera) | A     | Naomie Vagre                 |

## Calciomercato

### Sessione estiva
| Acquisti | Acquisti      | Acquisti       | Acquisti   |
| R.       | Nome          | da             | Modalità   |
| -------- | ------------- | -------------- | ---------- |
| D        | Théa Greboval | Hénin-Beaumont | definitivo |
| C        | Aude Moreau   | Saint-Étienne  | definitivo |

| Cessioni | Cessioni       | Cessioni                   | Cessioni   |
| R.       | Nome           | a                          | Modalità   |
| -------- | -------------- | -------------------------- | ---------- |
| P        | Romane Bruneau | La Roche-sur-Yon           | definitivo |
| P        | Tanya De Souza | Mississippi State Bulldogs | definitivo |
| C        | Inès Dahou     | Issy                       | definitivo |

## Risultati

### Division 1

#### Girone di andata
| Arbitro: | Bartnik |

|                                |           |  |
| Thiney 60’ Brétigny 83’, 90+3’ | Marcatori |  |

| Arbitro: | Nicolosi |

|                               |           |             |
| Guilbert 10’ Machart 70’, 83’ | Marcatori | 66’ Lachaud |

| Arbitro: | Craipeau |

|  |           |                           |
|  | Marcatori | 3’, 83’ Thiney 64’ Catala |

| Arbitro: | Bonnin |

|               |           |                                                 |
| Machart 90+1’ | Marcatori | 12’ Hegerberg 17’ Schelin 37’ Renard 80’ Thomis |

| Arbitro: | Labadot-Cadinot |

|                       |           |  |
| Asllani 60’ Horan 74’ | Marcatori |  |

| Arbitro: | Vanstaevel |

|                           |           |  |
| Thiney 2’, 51’ Catala 45’ | Marcatori |  |

| Arbitro: | Guillemin |

|  |           |           |
|  | Marcatori | 22’ Diani |

| Arbitro: | Bourquin |

|                                        |           |  |
| Butel 39’ Catala 45’ Brétigny 75’, 89’ | Marcatori |  |

| Arbitro: | Labadot |

|           |           |                                                 |
| Amani 58’ | Marcatori | 9’, 15’ Catala 63’, 68’, 90+2’ Thiney 81’ Diani |

| Arbitro: | Brassart |

|                                              |           |  |
| Brétigny 13’ Coquet 31’ Soyer 45’ Catala 86’ | Marcatori |  |

| Arbitro: | Labadot-Cadinot |

|                                      |           |            |
| Asseyi 38’ Jakobsson 72’ Lavogez 77’ | Marcatori | 65’ Thiney |

#### Girone di ritorno
| Arbitro: | Zinck |

|                 |           |                                                             |
| Ndolo Ewelé 75’ | Marcatori | 14’ Brétigny 50’ Catala 55’ Benmokhtar 76’ Thiney 88’ Diani |

| Arbitro: | Bartnik |

|                                        |           |  |
| Brétigny 14’, 24’ Butel 32’ Thiney 66’ | Marcatori |  |

| Arbitro: | Craipeau |

|                                                |           |  |
| Renard 31’, 45’ Schelin 59’ Deville 64’ (aut.) | Marcatori |  |

| Arbitro: | Nicolosi |

|  |           |                                        |
|  | Marcatori | 24’ (rig.) Dali 54’ Bajramaj 80’ Seger |

| Arbitro: | Mougeot |

|  |           |           |
|  | Marcatori | 8’ Catala |

| Arbitro: | Efe |

|                           |           |  |
| Coquet 64’ Guilbert 90+2’ | Marcatori |  |

| Arbitro: | Maubacq |

|  |           |                                             |
|  | Marcatori | 30’ Thiney 72’ Soyer 84’ Traïkia 89’ Catala |

| Arbitro: | Efe |

|            |           |                          |
| Catala 22’ | Marcatori | 2’ Oparanozie 43’ Dafeur |

| Arbitro: | Zinck |

|             |           |                                      |
| Gathrat 83’ | Marcatori | 48’ Thiney 76’ Brétigny 86’ Guilbert |

| Arbitro: | Mougeot |

|            |           |                                       |
| Thiney 27’ | Marcatori | 30’ Tonazzi 65’ Jakobsson 84’ Lavogez |

| Arbitro: | Coppola |

|  |           |                               |
|  | Marcatori | 18’, 41’, 70’ (rig.) Brétigny |

### Coppa di Francia
| Arbitro: | Coppola |

|                                                                            |           |  |
| Catala 20’, 26’ Traïkia 39’ Butel 40’ Brétigny 63’ Thiney 65’ Tounkara 69’ | Marcatori |  |

| Arbitro: | Launay |

|  |           |                                   |
|  | Marcatori | 11’ Cayman 18’ Catala 74’ Machart |

| Arbitro: | Vanstaevel |

| |           |            |
| Butel 8’ Traïkia 15’, 18’ Diani 34’ Machart 35’, 56’, 66’ Coquet 47’, 84’ Thiney 49’, 51’, 80’ Jouan 74’ (rig.) Soyer 82’ | Marcatori | 43’ Kabore |

| Arbitro: | Bonnin |

|                           |           |            |
| Tonazzi 15’ Jakobsson 23’ | Marcatori | 76’ Catala |

## Statistiche

### Statistiche di squadra
| Competizione     | Punti | In casa | In casa | In casa | In casa | In casa | In casa | In trasferta | In trasferta | In trasferta | In trasferta | In trasferta | In trasferta | Totale | Totale | Totale | Totale | Totale | Totale | DR  |
| Competizione     | Punti | G       | V       | N       | P       | Gf      | Gs      | G            | V            | N            | P            | Gf           | Gs           | G      | V      | N      | P      | Gf     | Gs     | DR  |
| ---------------- | ----- | ------- | ------- | ------- | ------- | ------- | ------- | ------------ | ------------ | ------------ | ------------ | ------------ | ------------ | ------ | ------ | ------ | ------ | ------ | ------ | --- |
| Division 1       | 67    | 11      | 7       | 0       | 4       | 26      | 13      | 11           | 8            | 0            | 3            | 27           | 12           | 22     | 15     | 0      | 7      | 53     | 25     | +28 |
| Coppa di Francia | -     | 2       | 2       | 0       | 0       | 21      | 1       | 2            | 1            | 0            | 1            | 4            | 2            | 4      | 3      | 0      | 1      | 25     | 3      | +22 |
| Totale           | -     | 13      | 9       | 0       | 4       | 47      | 14      | 13           | 9            | 0            | 4            | 31           | 13           | 26     | 18     | 0      | 8      | 78     | 28     | +50 |

### Andamento in campionato
| Giornata  | 1 | 2 | 3 | 4 | 5 | 6 | 7 | 8 | 9 | 10 | 11 | 12 | 13 | 14 | 15 | 16 | 17 | 18 | 19 | 20 | 21 | 22 |
| --------- | - | - | - | - | - | - | - | - | - | -- | -- | -- | -- | -- | -- | -- | -- | -- | -- | -- | -- | -- |
| Luogo     | C | C | T | C | T | C | T | C | T | C  | T  | T  | C  | T  | C  | T  | C  | T  | C  | T  | C  | T  |
| Risultato | V | V | V | P | P | V | V | V | V | V  | P  | V  | V  | P  | P  | V  | V  | V  | P  | V  | P  | V  |
| Posizione | 3 | 3 | 3 | 3 | 4 | 3 | 3 | 3 | 3 | 3  | 3  | 3  | 3  | 3  | 3  | 3  | 3  | 3  | 3  | 3  | 3  | 3  |

Legenda:

Luogo: C = Casa; T = Trasferta. Risultato: V = Vittoria; N = Pareggio; P = Sconfitta.

### Statistiche delle giocatrici
| Giocatore             | Division 1 | Division 1 | Division 1  | Division 1 | Coppa di Francia | Coppa di Francia | Coppa di Francia | Coppa di Francia | Totale   | Totale | Totale      | Totale     |
| Giocatore             | Presenze   | Reti       | Ammonizioni | Espulsioni | Presenze         | Reti             | Ammonizioni      | Espulsioni       | Presenze | Reti   | Ammonizioni | Espulsioni |
| --------------------- | ---------- | ---------- | ----------- | ---------- | ---------------- | ---------------- | ---------------- | ---------------- | -------- | ------ | ----------- | ---------- |
| O. Arsenyeva          | 0          | 0          | 0           | 0          | 0                | 0                | 0                | 0                | 0        | 0      | 0           | 0          |
| N. Benmokhtar         | 5          | 1          | 1           | 0          | 3                | 0                | 0                | 0                | 8        | 1      | 1           | 0          |
| S. Brétigny           | 21         | 12         | 1           | 0          | 2                | 1                | 0                | 0                | 23       | 13     | 1           | 0          |
| R. Bruneau            | 0          | 0          | 0           | 0          | -                | -                | -                | -                | 0        | 0      | 0           | 0          |
| A. Butel              | 21         | 2          | 3           | 0          | 4                | 2                | 2                | 0                | 25       | 4      | 5           | 0          |
| G. Butel              | 12         | 0          | 0           | 0          | 4                | 0                | 0                | 0                | 16       | 0      | 0           | 0          |
| C. Catala             | 21         | 10         | 3           | 0          | 3                | 4                | 0                | 0                | 24       | 14     | 3           | 0          |
| J. Cayman             | 21         | 0          | 0           | 0          | 3                | 1                | 0                | 0                | 24       | 1      | 0           | 0          |
| A. Compper Banguillot | 0          | 0          | 0           | 0          | -                | -                | -                | -                | 0        | 0      | 0           | 0          |
| A. Coquet             | 20         | 2          | 0           | 0          | 4                | 2                | 0                | 0                | 24       | 4      | 0           | 0          |
| M. Coudon             | 0          | 0          | 0           | 0          | -                | -                | -                | -                | 0        | 0      | 0           | 0          |
| T. Greboval           | 8          | 0          | 0           | 0          | -                | -                | -                | -                | 8        | 0      | 0           | 0          |
| G. Thiney             | 22         | 14         | 1           | 0          | 4                | 4                | 0                | 0                | 26       | 18     | 1           | 0          |
| A. Tounkara           | 19         | 0          | 0           | 0          | 3                | 1                | 0                | 0                | 22       | 1      | 0           | 0          |